# Onitis parvulus
Onitis parvulus är en skalbaggsart som beskrevs av Vladimir Balthasar 1963. Onitis parvulus ingår i släktet Onitis och familjen bladhorningar. Inga underarter finns listade i Catalogue of Life.